# 塚田拓也
塚田 拓也（つかだ たくや、1987年11月23日 - ）は日本で活動するミュージカル俳優および元京劇俳優である。出生地は山形県で東京都大田区出身。劇団四季所属。

## 来歴
20歳の時に劇団ひまわりでレッスンを始め、平行して中国武術と京劇の演技を学び、その後新潮劇院に所属し、京劇俳優として活動していた。2012年に劇団四季に入団し同年6月12日にアスペクツ・オブ・ラブ東京公演のアンサンブル役で初舞台出演を果たした。

## 主な出演作品

### 京劇
- 「京劇の世界」 ～中国伝統芸能への誘(いざな)い～（2011年7月23日）
- 日本京劇芸術祭（2011年11月22日[1]）

### ミュージカル
- アスペクツ・オブ・ラブ（アンサンブル）
- キャッツ（スキンブルシャンクス）
- マンマミーア!（アンサンブル）
- リトルマーメイド(エリック)(アンサンブル1枠)
- コーラスライン(グレッグ）
- ライオンキング(アンサンブル)
- ノートルダムの鐘(アンサンブル1枠 フレデリック)
- アナと雪の女王(ハンス)
- ゴースト＆レディ（アンサンブル4枠 メンジーズ医官長）
- バック・トゥ・ザ・フューチャー（ジョージ・マクフライ）※出演候補キャスト